# Australobius tweedii
Australobius tweedii är en mångfotingart som först beskrevs av Verhoeff K.W. 1937.  Australobius tweedii ingår i släktet Australobius och familjen stenkrypare. Inga underarter finns listade i Catalogue of Life.